# Fondation Xprize
 (septembre 2022).
Si vous disposez d'ouvrages ou d'articles de référence ou si vous connaissez des sites web de qualité traitant du thème abordé ici, merci de compléter l'article en donnant les références utiles à sa vérifiabilité et en les liant à la section « Notes et références ».

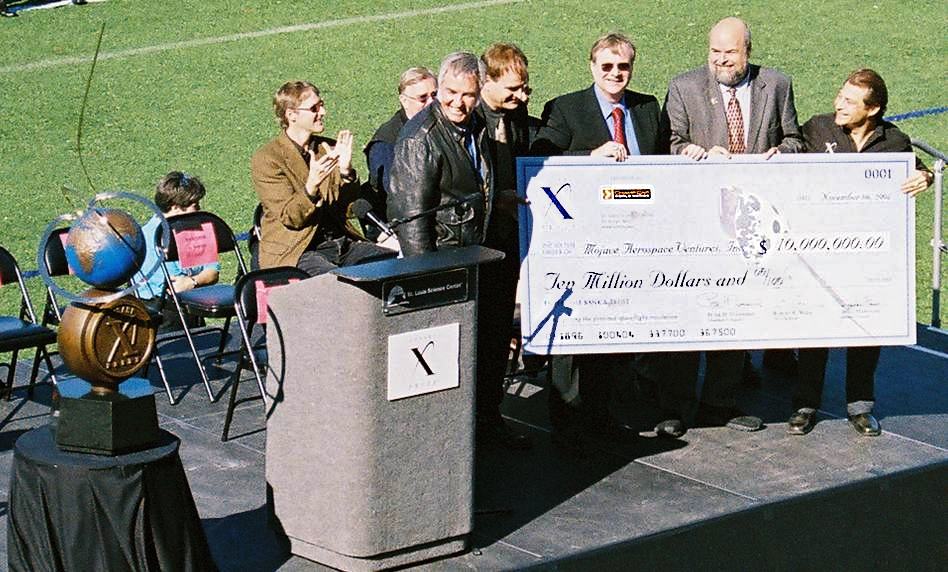
Remise du Ansari X Prize (6 novembre 2004)

La fondation XPRIZE (en anglais : XPRIZE Foundation) est une organisation à but non lucratif américaine basée à Culver City en Californie.
Elle conçoit et gère des concours de grande envergure ouverts à des équipes techniques et scientifiques, avec l'objectif d'encourager de nouveaux développements technologiques susceptibles d'apporter des « percées radicales pour le bienfait de l'humanité » grâce à l'émulation ainsi suscitée.
Les prix distribués sont de plusieurs millions de dollars, captant ainsi l'imaginaire public de manière à attirer l'attention sur le but fixé.
L'actuel Conseil d'administration de la fondation comprend des personnalités telles que Elon Musk, James Cameron, Larry Page, Arianna Huffington, Ratan Tata. La fondation propose des thèmes mettant en compétition des équipes, le lauréat gagnant une importante somme d'argent
En 2014, le plus haut profil XPrize était le Ansari XPrize en matière de développement de l'engin spatial décerné en 2004. Ce prix est destiné à inspirer la recherche et développement dans les technologies pour l'exploration spatiale.
Fin septembre 2015, quelques mois avant la COP 21 la Fondation XPrize se tourne vers l'économie circulaire et la lutte contre le changement climatique et contre les émissions de gaz à effet de serre avec un concours (Carbon X Prize) de 4 ans et demi proposant 20 millions $ à l'équipe de recherche qui produira le meilleur moyen de transformer le dioxyde de carbone à partir d'un passif (émission polluantes) en actif (ressource valorisable), par exemple à partir d'énergie éolienne et/ou solaire, ce qui permettrait de continuer à exploiter des ressources fossiles.

## Objectif
L'objectif affiché de la Fondation XPRIZE est d'accélérer la découverte de technologies de rupture utiles à l'humanité en motivant des individus et leurs équipes, des entreprises et des organisations dans toutes les disciplines afin de développer des idées et des technologies novatrices susceptibles d'aider à résoudre les grands défis qui limitent les progrès de l'humanité.
Les prix XPRIZE ont pour objectif de créer des révolutions dans les secteurs tels que l'espace, la médecine, l'énergie, l'automobile, l'éducation, l'environnement et le social.

## Antécédents, sources d'inspiration
Les prix sont conçus d'après le modèle du Prix Orteig qui offrait en 1919 la récompense de 25 000 $ à celui qui réussirait le premier vol sans escale entre Paris et New York. Ce prix fut remporté par Charles Lindbergh en 1927 et révolutionna à jamais l'industrie de l'aviation .

## Prix

### Ansari XPrize(espace)
Le premier X Prize, l'Ansari X Prize pour un vol suborbital, a réussi avec succès à mettre en compétition différentes équipes pour la construction, via des moyens privés, d'un aéronef spatial. Burt Rutan, financé par le cofondateur de Microsoft Paul Allen, a gagné l'Ansari X Prize le 4 octobre 2004. En récompense, 10 millions de dollars ont été remis au vainqueur, mais plus de 100 millions de dollars avaient été investis dans le développement de nouvelles technologies nécessaires à la réussite du prix.
Aujourd'hui[Quand ?], Sir Richard Branson à travers Virgin Galactic et Jeff Bezos via Blue Origin, ainsi que d'autres, mettent en place une industrie privée du vol spatial passant par le tourisme.

### Google Lunar X Prize(espace)
Le Google Lunar X Prize a été présenté le 13 septembre 2007. L'objectif de ce prix est similaire à celui du Ansari X Prize, c'est-à-dire initier une nouvelle génération d'investissements privés dans l'exploration et la technologie spatiale. La compétition demande aux équipes en lice de lancer, de faire atterrir puis de manœuvrer un véhicule terrestre automatisé sur la Lune. Le prix est de 20 millions de dollars US pour la première équipe faisant atterrir un véhicule terrestre automatisé sur la Lune capable de se déplacer sur plus de 500 mètres et de transmettre des images et vidéos haute-définition. Également, un second prix de 5 millions de dollars, ainsi qu'un bonus potentiel de 5 millions de dollars dans le cadre d'objectifs secondaires tels que : un déplacement longue distance (supérieur à 5 000 mètres), filmer des objets fabriqués de la main de l'homme, ou bien résister à une nuit lunaire.

### XPRIZE Carbon Removal
Lancé en 2021 et financé par Elon Musk et sa fondation, ce concours est le plus grand prix incitatif de l'histoire, avec 100 millions de dollars en jeu. Il vise à accélérer l'implémentation de solutions efficientes pour atteindre l'objectif global d'élimination de 10 milliards de tonnes de CO2-équivalent par an d'ici 2050, afin de « lutter contre le changement climatique et rééquilibrer le cycle du carbone de la Terre ». Une première phase, terminée en 2022, a récompensé les 15 projets les plus prometteurs, chacun recevant 1 million de dollars. La seconde phase du concours doit s'achever en 2025 et distinguera quatre finalistes : le premier remportant 50 millions de dollars, les trois autres se partageant 30 millions,,.

## Conseil d'administration
Les membres du Conseil d'administration sont :
- Eric C. Anderson, membre.
- Anousheh Ansari, membre.
- Amir Ansari, membre.
- Jack Bader, membre.
- Michael Boustridge, Trustee.
- Peter Diamandis, Founder and Chairman.
- Gil Elbaz, Trustee.
- Eric Esrailian, Trustee.
- Richard Garriott, Trustee.
- James N. Gianopulos, Trustee.
- Eric Hirschberg, membre
- Jack Hidary, membre.
- Arianna Huffington, membre.
- Naveen Jain, membre.
- Dean Kamen, membre.
- Ray Kurzweil, membre.
- Erik R. Lindbergh, membre.
- Gregg E. Maryniak, Secrétaire.
- Rob McEwen, membre.
- Diane Murphy, membre.
- Elon Musk, membre.
- Larry Page, membre.
- Adeo Ressi, membre.
- Jeffrey L. Shames, membre.
- Barry Silverstein, membre.
- Ratan Tata, membre.
- J. Barry Thompson, membre.
- Ali Velshi, membre.
- Craig Venter, membre.
- Robert K. Weiss, Président & Vice président.
- Will Wright, membre